# Spermacoce lamprosperma
Spermacoce lamprosperma är en måreväxtart som beskrevs av Harwood. Spermacoce lamprosperma ingår i släktet Spermacoce och familjen måreväxter. Inga underarter finns listade i Catalogue of Life.